# The Vatican Tapes
The Vatican Tapes è un film del 2015 diretto da Mark Neveldine su una sceneggiatura di Christopher Borrelli basata a sua volta su una storia di Chris Morgan e Christopher Borrelli.

## Trama
La venticinquenne Angela Holmes, durante la sua festa di compleanno, si ferisce a un dito mentre taglia la torta. Nonostante le cure del caso, la giovane accusa malesseri sempre più diffusi, fino a che, durante un trasporto in un bus cittadino, un inspiegabile attacco di corvi le causa un'infezione alla ferita. Nuovamente medicata, mentre torna a casa in taxi con il padre ed il fidanzato Pete, provoca essa stessa un pauroso incidente gettandosi sul volante. Rimane in coma per 40 giorni, mentre il padre ed il fidanzato riportano lievi ferite. Al termine di questi 40 giorni, mentre padre Lozano, il parroco dell'ospedale, le sta per dare l'estrema unzione, Angela si risveglia. Da quel momento, però, la giovane donna diventa pericolosa per chiunque le si accosti: una notte tenta di uccidere un neonato, posseduta da una forza misteriosa, e solo l'allarme dell'ospedale sventa l'infanticidio. In seguito, spinge al suicidio alcune persone, compreso un detective. La Chiesa si rende ben presto conto che a possedere la ragazza è l'Anticristo in persona, che vuole distruggere il regno della Chiesa in Terra. È durante l'esorcismo che padre Lozano e il cardinale Brunne, giunto da Roma, apprendono tutto: vi rimarranno uccisi il padre di Angela, il fidanzato e lo stesso cardinale. L'Anticristo perciò è libero di camminare sulla Terra, mentre padre Lozano, sopravvissuto, si unisce a Roma al vicario che dirige la sezione in cui si combatte il diavolo.

## Distribuzione
Il film è stato distribuito nelle sale cinematografiche statunitensi il 24 luglio 2015. In Italia è uscito il 7 gennaio 2016 tramite Midnight Factory e Koch Media.